# Liste der Kulturgüter in Gossau SG
Die Liste der Kulturgüter in Gossau SG enthält alle Objekte in der Gemeinde Gossau im Kanton St. Gallen, die gemäss der Haager Konvention zum Schutz von Kulturgut bei bewaffneten Konflikten, dem Bundesgesetz vom 20. Juni 2014 über den Schutz der Kulturgüter bei bewaffneten Konflikten sowie der Verordnung vom 29. Oktober 2014 über den Schutz der Kulturgüter bei bewaffneten Konflikten unter Schutz stehen.
Objekte der Kategorien A und B sind vollständig in der Liste enthalten, Objekte der Kategorie C fehlen zurzeit (Stand: 1. Januar 2023).

## Kulturgüter
| Foto |                                                                         | Objekt                                                           | Kat. | Typ | Standort                             | Beschreibung |
| ---- | ----------------------------------------------------------------------- | ---------------------------------------------------------------- | ---- | --- | ------------------------------------ | --- |
| ja   | Datei hochladen · Wikidata zu Goldzackhalle (Q29523759)                 | Ehemalige Gummibandweberei KGS-Nr.: 09039                        | A    | G   | Stadtbühlstrasse 12 736726 / 252840  | «Kultbau» des architektonischen Minimalismus der 1950er Jahre, Architekten Heinrich Danzeisen und Hans Voser (1954/55). |
| ja   | Datei hochladen · Wikidata zu Schloss Oberberg (Q2242756)               | Oberfeld / Helfenberg, mittelalterliche Burgruine KGS-Nr.: 00577 | B    | F   | 734547 / 251662                      | |
| ja   | Datei hochladen · Wikidata zu Schloss Oberberg (Q2242756)               | Schloss Oberberg KGS-Nr.: 08147                                  | B    | G   | Oberberg 193 739391 / 253185         | |
| ja   | Datei hochladen · Wikidata zu Reformierte Kirche Haldenbühl (Q29786481) | Evangelisch-reformierte Kirche Haldenbüel KGS-Nr.: 14030         | B    | G   | Hochstrasse 2 736574 / 253432        | Neubarocker Zentralbau mit Jugendstil-Elementen, erbaut 1899.                                                           |
| ja   | Datei hochladen · Wikidata zu Brauerei Stadtbühl (Q29786479)            | Brauerei Stadtbühl KGS-Nr.: 14031                                | B    | G   | Herisauerstrasse 45 736659 / 252904  | |
| ja   | Datei hochladen · Wikidata zu Bahnhof Gossau (Q5846308)                 | Bahnhof Gossau KGS-Nr.: 14107                                    | B    | G   | Bahnhofplatz 2 736923 / 252815       | |
| BW   | Datei hochladen · Wikidata zu Villa Bürgli (Q135419547)                 | Villa Bürgli KGS-Nr.: 16677                                      | B    | G   | Bahnhofstrasse 8 736780 / 253221     | |
| ja   | Datei hochladen · Wikidata zu Weibel-Haus (Q122059578)                  | Weibel-Haus KGS-Nr.: 16678                                       | B    | G   | Herisauerstrasse 4 736589 / 253162   | |
| ja   | Datei hochladen · Wikidata zu Erkerhaus (Q122666270)                    | Erkerhaus KGS-Nr.: 16679                                         | B    | G   | St. Gallerstrasse 51 736667 / 253286 | |
| ja   | Datei hochladen · Wikidata zu Bahnhof Arnegg (Q5845723)                 | Bahnhof Arnegg KGS-Nr.: 16680                                    | B    | G   | Stationsstrasse 528 736777 / 256163  | |